# Piquenchâgne
Le piquenchâgne est une pâtisserie bourbonnaise traditionnelle, à base de poires, une sorte de pâté aux poires.
À l'origine, le piquenchâgne était une sorte de galette de pâte à pain, ou une brioche, dans laquelle des poires étaient fichées, la queue vers le haut (d'où le nom de ce dessert). Avec le temps, la recette a connu de nombreuses variantes et raffinements. Aujourd'hui, elle comporte en général une garniture intérieure à base de crème pâtissière ; on utilise souvent de la pâte feuilletée au lieu d'une pâte de type pâte à pain.
Le piquenchâgne est une des rares spécialités bourbonnaises vraiment spécifiques de cette province, la plupart des autres étant partagées avec des provinces voisines. C'était sans doute l'évolution d'une simple pompe aux fruits (on pouvait y trouver aussi des pommes ou des coings).
Piquenchâgne a été choisi comme nom par une des sociétés gastronomiques du Bourbonnais.